# Madawaska River
Madawaska River är ett vattendrag i Kanada.   Det ligger i provinsen Ontario, i den sydöstra delen av landet, 50 km väster om huvudstaden Ottawa.
I omgivningarna runt Madawaska River växer i huvudsak blandskog. Runt Madawaska River är det ganska glesbefolkat, med 29 invånare per kvadratkilometer.